# Diane Lemieux
Pour les articles homonymes, voir Lemieux.
Diane Lemieux (née le 22 septembre 1961 à Sherbrooke) est une femme politique, une féministe et une administratrice québécoise.
C’est à la défense des femmes qu’elle consacre ses premières batailles, notamment auprès des femmes victimes d’agressions sexuelles, puis à titre de présidente du Conseil du statut de la femme (1996-1998). Par la suite, elle a été députée à l’Assemblée nationale du Québec (1998-2007) pendant près de 10 ans, dans les gouvernements de Lucien Bouchard et de Bernard Landry.
Elle quitte la vie politique pour effectuer un bref séjour au privé. Après un an chez Vision Globale, elle reprend le chemin du service public à titre de directrice de cabinet du maire Gérald Tremblay et du président du comité exécutif de la Ville de Montréal.
En 2011, elle quitte ces fonctions pour assumer celles de présidente-directrice générale de la Commission de la construction du Québec (CCQ). 

## Biographie
Après ses études en droit à l’Université de Sherbrooke, terminées en 1983, elle se lance dans la vie professionnelle d’abord par engagement social envers la cause des femmes, spécialement celles victimes d’agressions sexuelles. De 1986 à 1996, elle est coordonnatrice et porte-parole du Regroupement québécois des centres d’aide et de lutte contre les agressions à caractère sexuel. 
Elle occupe le poste de président du Groupe de travail sur les agressions sexuelles de 1994 à 1995 et est à l’origine d’une imposante recherche sur le traitement judiciaire réservé aux femmes agressées sexuellement. Elle reçoit le Prix de la justice du Québec en 1991 pour cette recherche.
En 1996, elle devient la plus jeune femme à accéder à la présidence du Conseil du statut de la femme. Elle occupe ce poste jusqu’en 1998, moment où elle est élue dans la circonscription de Bourget pour le Parti québécois. Elle sera réélue en 2003 et 2007. 
Diane Lemieux a été députée à l’Assemblée nationale du Québec pendant près de 10 ans. Tout d’abord dans le gouvernement de Lucien Bouchard, elle est ministre d’État au Travail et à l’Emploi de 1998 à 2001. Sous Bernard Landry, elle devient ministre d’État de la Culture et aux Communications de 2001 à 2003. C’est durant ce mandat qu’elle fait adopter à l’Assemblée nationale, le projet de loi no 104, Loi modifiant la Charte de la langue française.
À la suite de l’élection du gouvernement de Jean Charest en 2003, elle siège à l’opposition comme présidente de la Commission de l’économie et du travail de 2003 à 2004. Elle devient la première femme à occuper les fonctions de leader parlementaire de l’opposition officielle de 2004 à 2007. Elle terminera sa carrière politique en tant que députée comme leader parlementaire du deuxième groupe d’opposition après les élections de 2007,. 
En 2008, elle fait une incursion dans le secteur privé où elle devient vice-présidente au développement des affaires chez Vision Globale, une entreprise québécoise dans le domaine du cinéma et de la télévision. Un an plus tard, elle reprend le chemin du service public et joint les rangs du parti politique Union Montréal du maire en fonction, Gérald Tremblay. Elle tente de se faire élire comme conseillère de l’arrondissement d’Ahuntsic-Cartierville, mais sans succès. Elle occupe alors le poste de directrice de cabinet du maire et du président du comité exécutif de la Ville de Montréal.
En 2011, elle devient la première femme à occuper le poste de présidente-directrice générale de la Commission de la construction du Québec (CCQ). En novembre 2015, son mandat est renouvelé jusqu’en 2021. 
Diane Lemieux est arrivée à la CCQ dans une période de grande agitation. La CCQ était à la veille de deux interventions majeures : l’abolition du placement syndical et la mise sur pied d’une commission d’enquête sur le monde de la construction. Elle œuvre donc à l’amélioration de l’intégrité de l’organisme dans l’objectif de contribuer à la stabilité de l’ensemble de l’industrie, ce qu’elle explique lors de son témoignage à la Commission d'enquête sur l’octroi et la gestion des contrats publics dans l’industrie de la construction. 
En juin 2012, les 600 employés administratifs de la CCQ représentés par le syndicat des employés professionnels et de bureau (SEPB-Québec) et sans convention collective depuis décembre 2009, déclenchent une grève. La grève dure un peu plus de deux mois. Les employés sont de retour au travail le 8 août 2012 après la signature d’une entente de principe. 
Dans la première année de son mandat, à la suite du projet de loi no 15  (Loi concernant la lutte contre la corruption), les employés avec pouvoirs d’enquête de la Commission de la construction du Québec doivent être désaffiliés du syndicat des employées et employés professionnels-les et de bureau (SEPB-Québec), rattaché à une association syndicale représentant des travailleurs de la construction. Cette loi vient modifier l’article 65 de la Loi R-20, un changement qui vise à éviter toute apparence de conflit d’intérêts.   
Diane Lemieux déclare alors que cette démarche était « inusitée, mais nécessaire, pour établir, voire rétablir, la crédibilité et l’intégrité de la CCQ ». Les employés et cadres avec pouvoirs d’enquête détiennent d’importants pouvoirs ; ils peuvent, entre autres, accéder librement à tous les chantiers du Québec et requérir des documents de n’importe quelle entreprise de construction. Maintenant affiliés au Syndicat du personnel d’enquête de la Commission de la construction du Québec (SPECCQ), ces employés signent une première convention collective le 30 octobre 2014.
En tant que dirigeante de la CCQ, Diane Lemieux s’attaque à deux dossiers d’importances pour l’avenir de l’industrie, et qui avaient jusque-là peu progressé : l’accès des femmes aux métiers de la construction et la lutte contre l’intimidation sur les chantiers. 
Sous sa gouvernance, la CCQ connait plusieurs changements, notamment l’instauration du Carnet référence construction (en remplacement du placement syndical) et des méthodes d’enquête revisitées. 
Diane Lemieux s’engage également dans son milieu immédiat et dans le milieu des affaires. Elle siège au conseil d’administration de la Caisse de dépôt et placement du Québec et préside le conseil d’administration de la TOHU.

## Honneurs
- 1991 : Mérite estrien du quotidien La Tribune de Sherbrooke
- 1991 : Prix de la justice du Québec[3]
- 1991 et 1996 : Personnalité de La Presse
- 1997 : Ambassadrice de la Fondation et du Réseau de l’Université de Sherbrooke
- 2005 : Médaille de l'Assemblée nationale[17]
- 2015 : Prix IPSOS-ICO – Personnalité de confiance, Secteur public[18]
- 2016 : Prix honoraire des Elles de la construction[19]
- 2016 : Prix Femmes d’affaires du Québec – Cadre, dirigeante ou professionnelle, organisme public ou parapublic – Prix Vidéotron Services Affaires[20]